# Harald Fischl
Harald Fischl (* 2. April 1958 in Söchau) ist ein österreichischer Unternehmer und Politiker (FPÖ/BZÖ). Fischl war Abgeordneter zum Österreichischen Nationalrat, Präsident des Fußballklubs GAK und von 2006 bis 2011 Präsident des Basketballklubs Fürstenfeld Panthers.

## Ausbildung und Beruf
Fischl besuchte die Pflicht- und Berufsschule und erlernte den Beruf des Kellners, bevor er den Präsenzdienst ableistete. Er arbeitete zunächst als Versicherungsberater und Versicherungsmakler und war Eigentümer mehrerer Unternehmen im Bereich des Versicherungswesens. Zudem ist Fischl im Immobilienbereich (Bau- und Planungswesen) tätig und Betreiber einiger Alten- und Seniorenwohnheime.
Fischl ist Geschäftsführer Harald Fischl Holding Gesellschaft m.b.H. und besitzt 99,8 % der Anteile an diesem Unternehmen. Die Holding besteht aus einer Vielzahl an Alten-, Pflege- und Betreuungsheimen sowie verschiedenster Unternehmensbeteiligungen. Im Jänner 2006 kaufte Fischl zudem die Restaurantkette Wienerwald.

## Politik
Harald Fischl war Bezirksparteiobmann der FPÖ Fürstenfeld und Obmann der Freiheitlichen Akademie. Er war zudem Mitglied des Ringes Freiheitlicher Wirtschaftstreibender (RFW) und Stellvertretender Gremialvorsteher der Steirischen Handelskammer (Sektion Versicherungsmakler). Fischl war mehrfach Mitglied des Nationalrats und vertrat die FPÖ dort von 1990 bis 1994, von 1995 bis 1996 und von 1998 bis 2001. Im Jahr 2000 war er Obmann-Stellvertreter des FPÖ-Parlamentsklubs. Im Zuge der Parteispaltung wechselte Fischl von der FPÖ zum BZÖ. Fischl war seit 2001 Gemeinderat in Fürstenfeld, Gründungsmitglied des BZÖ und hat seit 2005 die Funktion des Bundes- sowie des steirische Landesfinanzreferenten inne. Sämtliche politische Funktionen übt er nicht mehr aus, wie auch in der Sendung Hallo Steiermark des Senders Radio Steiermark publik wurde.

## Tätigkeiten als Sportfunktionär
Harald Fischl übernahm im Dezember 1991 das Präsidentenamt des GAK. Der GAK war zu dieser Zeit im Abstiegskampf der 2. Division, durch finanzielle Unterstützung gelang es Fischl jedoch, den GAK in die erste Fußballliga zu führen. Am 22. Oktober 1998 trat Fischl aus familiären Gründen von der Funktion des Präsidenten zurück. Nachdem der GAK 2007 Konkurs anmelden musste, erhielt der Klub am 2. August 2007 neue Statuten. Das Präsidium wurde durch Sektionsleiter ersetzt, eine der Sektionsleiterfunktionen übernahm Fischl. In seine Amtszeit fiel ein erneuter Konkursantrag sowie der offizielle Antrag zur Schließung des Vereines. In der Folge wendete eine Investorengruppe die Schließung ab, bestand jedoch auf den Rücktritt Fischls.

## Gürtelturm wird Max-Tower
1975 wurde in Graz der Gürtelturm, ein architektonisch markantes Bürogebäude am nach ihm benannten Gürtelturmplatz, fertiggestellt. Eigentümer war die Wiener Städtische Versicherung, die 2009 aus dem Gebäude auszog und es an den Bauträger SOB verkaufte. Anschließend standen Abriss versus Denkmalschutz im Raum. Fischl kaufte es, beauftragte die Firma 360°Architektur mit dem Umbau und benannte das Gebäude nach seinem Sohn Maxtower. Darauf zog der Mieter Lyoness zog sich zurück, es folgte ein Rechtsstreit. Der Lebensmitteldiskonter Zielpunkt zog wieder aus. Helvetia Versicherungen AG, Trenkwalder, Strafamt der Baubehörde der Stadt Graz mieteten Ende 2017 über den Vermittler Gerald Grosz. Weitere reklamierte das Strafamt das Raumklima, schließlich verkaufte Fischl den Gürtelturm, wenig später zog das Strafamt aus.